# Rääpisselkä
Rääpisselkä är en kulle i Finland. Den ligger i Enare i landskapet Lappland, i den norra delen av landet, 1 000 km norr om huvudstaden Helsingfors. Toppen på Rääpisselkä är 170 meter över havet.
Terrängen runt Rääpisselkä är lite kuperad. Trakten runt Rääpisselkä är nära nog obefolkad, med mindre än två invånare per kvadratkilometer. Det finns inga samhällen i närheten. 